# Богданов Валентин Фомич
Валентин Фомич Богданов (нар. 8 травня 1947) — український шахіст, міжнародний майстер ФІДЕ, заслужений тренер України, автор шахових книжок.
У 2016 році став чемпіоном Європи з шахів серед ветеранів у віковій категорії «65+». У 2022 році став чемпіоном світу з шахів серед ветеранів у віковій категорії «75+».